# Ačit
Ačit (in russo Ачит?) è un insediamento di tipo urbano dell'oblast' di Sverdlovsk, in Russia; è il centro amministrativo del distretto Ačitskij. 
Si trova sulle rive del fiume Ačit, un piccolo affluente del Bisert', 196 km a ovest di Ekaterinburg.